# 顾彦晖
顾彦晖（?—897年11月16日），晚唐军阀，大顺二年（891年）继承其兄顾彦朗为东川节度使，直至为前盟友王建所败，举家自杀。

## 家世
顾彦晖生年不详，根据《新唐书》本传，他是丰州人。他和哥哥顾彦朗最初都是天德军小校。防御使蔡京认为兄弟俩有封侯相，以厚礼待之，让儿子蔡叔向等给他们送钱，稍稍给他们进秩。随后黄巢率农民大军起事，顾氏兄弟都在军中对黄巢作战并协助收复京城长安。顾彦朗被任为右卫大将军。
光启三年（887年），唐僖宗任顾彦朗为东川节度使。顾彦朗到任后，任顾彦晖为汉州刺史。
此时，曾与顾彦朗在神策军共事的王建夺取阆州，自称刺史，出兵袭击邻镇，但和顾彦朗保持友好。西川节度使陈敬瑄担心顾、王合兵攻打西川。陈敬瑄的弟弟、曾大权在握的宦官田令孜曾以王建为养子，称自己能把王建召来为陈效力。陈敬瑄便写信请王建前来。王建起初也同意了，把家眷留在东川军部梓州顾彦朗身边，前往西川军部成都。但王建还在途中时，西川参谋李乂又对陈敬瑄说王建不可靠，陈敬瑄便想阻止王建。但王建于路击败陈敬瑄派来阻拦他的部将，坚持前往成都。顾彦朗让顾彦晖率军协助王建。他们包围成都三日却不能攻克，于是解围。
但是，王建继续讨伐陈敬瑄，袭取了西川的很多州县。文德元年（888年），唐僖宗崩，弟唐昭宗继位，他厌恶田令孜。王建上表昭宗称陈敬瑄、田令孜为反抗朝廷统治的叛军，应予以征讨，顾彦朗也上表支持王建。昭宗任宰相韦昭度为新任西川节度使，召陈敬瑄回长安任龙武统军。陈敬瑄抗命，昭宗便向他宣战，以韦昭度为行营招讨使，顾彦朗、王建、山南西道节度使杨守亮为其副手。顾彦晖也在军中，与王建同为大校。
这场战事持续了几年。龙纪元年（889年），顾彦晖与年幼于顾彦朗的哥哥僧人栖让奉命铸重达五百钧的圣钟。同年，顾彦晖从汉州离任。大顺二年（891年），陈敬瑄陷入绝境，但朝廷因新败于军阀河东节度使李克用，国库耗尽。昭宗想停止讨伐陈敬瑄，下诏恢复其官爵，命顾彦朗、王建各自撤军。但王建觉察到陈敬瑄即将战败，恐吓韦昭度交出军权只身回长安。陈敬瑄、田令孜投降，王建成为西川节度使。九月，顾彦朗卒，顾彦晖称东川留后。

## 任东川节度使
当年十二月，昭宗任顾彦晖为东川全权节度使，派中使宋道弼去送旌旗符节给他。而此时，杨守亮已和养父原当权宦官杨复恭一同背叛了朝廷，让养兄绵州刺史杨守厚于途将宋道弼劫持，并发兵攻梓州。顾彦晖向王建求援。但王建尽管和与自己是连襟的顾彦朗友好，对顾彦晖却不然，密谋夺取东川，加上两川彼此盘问关卡、赋税，吞并之心更重了。因此，他派华洪、李简、王宗侃、王宗弼率援军前往，却密令他们，一旦击败山南西道军，顾彦晖设宴款待，就在席间擒住他并夺取东川。王宗侃击败杨守厚后，杨守亮被迫退兵，顾彦晖也确实准备设宴。但因王宗弼向他泄密，顾彦晖称病取消了宴席。
尽管这样且此后王建吞并顾彦晖的心思更重，两川还维持了一段时间的联盟关系，比如景福元年（892年），王建攻打威戎军节度使杨晟军部彭州，三月，杨晟向杨守厚求援，建议他攻打梓州，迫使王建来救援。杨守厚照办了，并诱使顾彦晖帐下戍守梓州的神策督将窦行实作为内应，但杨守厚兵到涪城时，窦行实暴露，被顾彦晖处斩。杨守厚不但未能攻克梓州，又与养兄弟杨守忠、杨守贞先后被王建派出的吉谏、李简所败，只能退兵。
同年，王建攻顾彦晖。顾彦晖求救于杨守亮，杨守亮派杨子彦戍梓州。
八月，凤翔节度使李茂贞已击败杨守亮并夺取了山南西道和武定军。二年（893年）正月，他想和顾彦晖结盟。因为先前宋道弼被劫，顾彦晖未能得到正式任命，这些年仍然只能称权知剑南东川兵马留后。李茂贞奏请昭宗再任顾彦晖为全权节度使。昭宗照办了，下诏以顾彦晖为检校尚书右仆射，兼梓州刺史、御史大夫，充剑南东川节度观察等使，又进检校司空。李茂贞派养子知兴元府事李继密率军进入东川协助顾彦晖。但不久，王建就在利州击败东川和凤翔的联军。顾彦晖求和，许诺和李茂贞绝交，王建同意了。
乾宁二年（895年）七月，昭宗为免遭入京的李茂贞和静难节度使王行瑜挟持而暂离长安出奔石门，下诏王建、顾彦晖勤王。同月，华洪破绵州，得到顾彦晖旌节。十二月，王建诬陷顾彦晖不发兵勤王、掠夺辎重、派泸州刺史马敬儒断峡路等，请求讨伐，回师派华洪攻东川。顾彦晖不敢出战，只遣人堵塞王建船路，王建于是攻取巴、阆、蓬、渠、通、果、龙、利八州。从此，两川战火不断。当月，东川军俘获时为西川别将的王宗弼。顾彦晖责道：“王公为什么讨伐我？君是大将，为何不谏？”王宗弼谢罪，顾彦晖记得当初他泄谋之事，给他松绑，让他就馆，给他完备的帐幕被服，收他为养子，改名顾琛。三年（896年）四月，昭宗派中使去梓州和解两川，王建奉诏回师成都，但战事未停。顾彦晖计穷，大掠汉、眉、资、简等州。又向李茂贞求援，李茂贞也有心争夺东川，但害怕宣武军节度使朱全忠来攻，无能为力，反而为此分心，在当年七月唐昭宗被自己所迫出奔时，未能劫持之。四年（897年），华洪率众五万攻顾彦晖，取渝、昌、普三州，屯兵梓州南，败顾彦晖军，夺铠马八百，坚兵围城。四月，昭宗以右谏议大夫（《新唐书》作左谏议大夫）李洵、判官韦庄为两川宣谕使，和解王建、顾彦晖。六月，李茂贞表王建侵伐邻镇、连年用兵，昭宗贬王建为南州刺史，迁李茂贞为西川节度使（但二人事实上都已割据，均未奉诏）。同月宣谕使到梓州，王建不奉命。王建与顾彦晖交战五十余次，九月，围梓州。剑州刺史张彦昭攻坚阵亡，王建痛惜。王建妻弟蜀州刺史周德权指出讨伐东川三年使得西川军民俱困，顾彦晖懦而无谋，想偷安，对割据东川州县的农民军头领诱以厚利，恃其救援，故坚守不下，建议王建对这些头领谕以祸福，恩威并施，顾彦晖越发陷入绝境。
梓州有镜堂，世称其华丽，顾彦晖曾在堂上会见诸将，养子顾瑶有武勇，尤其为他亲信，顾彦晖让他佩自己的佩剑“疥痨宾”，让他随侍左右，曾对诸将说：“与公等同生死，违者先齿‘疥痨宾’！”众人皆诺。十月，顾彦晖被围急，顾瑶知道城池必然要失守，请求聚集亲信饮宴同死，以免为人鱼肉。城陷之日，顾彦晖聚集宗族将领饮宴，顾瑶仗剑入内，顾彦晖说顾琛非旧部，不应同死，而应求生，并把城墙坏掉的地方指给他看命他离开，于是顾琛离开了，回到王建身边。顾彦晖手刃妻儿，自刎，宗族诸将皆死，麾下军队尚有七万。两川交战时，朝廷原本以兵部尚书刘崇望为检校右仆射、平章事、梓州刺史、剑南东川节度使，未到任即召还。王建占领东川，洋、果、阆等州皆为王建所有，王建也因而被任为兼剑南东川、武信军两道都指挥制置等使，加食邑一千户。
当初顾彦晖与王建同随韦昭度讨陈敬瑄时，顾彦晖详缓有儒者风，王建左右都髡发黥面像鬼，见的人都笑了。这时，王建收捕当时笑的人，都杀了。

## 轶闻
顾彦朗以蔡叔向为副使，是为了报答旧恩，也很尊敬他。顾彦晖很爱干净，曾嫌弃他人臭味，左右都熏香。幕僚都是朝中贵族子弟，行为轻薄。韦昭度讨陈敬瑄时以顾彦晖为招讨副使，顾彦晖每天早上率幕官一同谒见，都轻视王建等，连韦昭度也觉得他不恭敬。顾彦晖继任节度使后，身为顾氏心腹的蔡叔向与顾氏兄弟所辟爱玩乐的朝士不合。顾彦晖尊崇他，也嫌他掣肘。王建趁机离间，宣流言说：“没了蔡中丞，看你能做什么？”于是蔡叔向辞职闲居，而王建趁机用兵东川。蜀郡有术士朱洽，曾对人说：“二顾虽位尊为节度使，生前没有宅第，死后没有坟墓。”人们不明白。有人说：“二顾出身天德军小将，因缘际会立功，被除授东川，弟兄相继割据。大顾（顾彦朗）薨，遗命焚烧尸骸归葬丰州，因多事未果。等到小顾（顾彦晖）狼狈的时候，连送终的葬礼都没有。”这就是朱洽的言论，后来果然如其所言。顾彦晖城破身死后，郎官温术等都被王建所杀。